# Mara Maru
Mara Maru (Fernsehtitel: ‘’Schatzsucher in der Südsee’’) ist ein US-amerikanischer Abenteuerfilm aus dem Jahr 1952 von Gordon Douglas mit Errol Flynn und Ruth Roman in den Hauptrollen. Der Film wurde von Warner Bros. produziert und basiert auf einer Originalstory von Philip Yordan, Sidney Harmon und Hollister Noble.

## Handlung
Gregory Mason ist Teilhaber eines Bergungsunternehmens in Manila. Als sein Partner Andy Callahan ermordet wird, gerät er unter Mordverdacht und wird von Lieutenant Zuenon festgenommen. Da Gregory mit Andys Ehefrau Stella in früheren Jahren eine Beziehung hatte, nimmt Zuenon an, dass es sich um eine Beziehungstat handelt. Auch ein finanzielles Motiv hält er für möglich, da Andy vor seiner Ermordung von einem versteckten Schatz erzählt hat. Während der schwierigen Ermittlungen taucht Steve Ranier auf, der angibt, von Andy als Detektiv engagiert worden zu sein. Zwar kann Ranier den Mörder nicht nennen, doch er kann Gregory vom Mordverdacht befreien. Er stellt Gregory Brock Benedict vor, einem Sammler tropischer Fische, der mit Andy Geschäfte gemacht hat.
Benedict hat erfahren, dass Gregory als Kommandant eines Kanonenbootes während des Zweiten Weltkrieges einen Mann namens Ortega aus Manila evakuiert hat, der eine Kiste mit einer Million Dollar bei sich hatte. Das Kanonenboot wurde angegriffen und von den Japanern versenkt. Gregory erinnert sich an Ortega, der mit dem Boot unterging. Nur er und sein erster Offizier Andy hatten den Angriff überlebt. Benedict bietet an, das Geld mit Gregory und Stella zu teilen, wenn der das Wrack ortet. Gregory lehnt ab, da er plant, den Schatz selber zu heben. Später erhält er Besuch eines weiteren Ortegas, den Bruder des Umgekommenen. Ortega bittet Gregory um Hilfe, doch der glaubt, dass Ortega Andy ermordet hat und weist ihn brüsk ab. Stella, die Gregory verlassen hat, weil er sich nicht mit ihr niederlassen wollte, will in die USA zurückkehren. Gregory verspricht ihr, sie zu heiraten, wenn er den Schatz geborgen hat, dennoch fährt Stella zum Flughafen.
Am Abend wird Gregorys Boot von einem Feuer zerstört, bei dem der junge Perol, der Bruder von Gregorys Angestellten Manuelo, ums Leben kommt. Nach Perols Beerdigung bietet Bendict Gregory für die Schatzsuche ein neues Boot, die Mara Maru, an. Gregory willigt ein, bedingt sich aber aus, dass nur er, Benedict, dessen Diener Fortuno, Manuelo und Ranier an der Schatzsuche teilnehmen. Nach dem Auslaufen erkennt Gregory, dass sich Stella an Bord geschlichen hat. Er misstraut Benedict und unternimmt einen Tauchgang an einer Stelle, an der sich das Wrack nicht befindet. Während er unter Wasser ist, zerstört Ranier die Funkanlage. Während Gregory auf Grund des zerstörten Funkgeräts an ein Doppelspiel glaubt, ist sich Stella sicher, dass Benedict Gregory ermorden will. Sie bittet Gregory, den sie immer noch liebt, die Suche abzubrechen, doch der will nicht aufgeben.
Als sie an der wirklichen Stelle des Untergangs ankommen, zerstört Gregory vor seinem Tauchgang den Kompass. Er kann die Kiste tatsächlich bergen, die ein mit Juwelen besetztes Kreuz beinhaltet. Benedict erkennt, dass er ohne Kompass nicht zurück an Land kommen kann und sieht vom Mord an Gregory ab. Ein Sturm zieht auf, Gregory setzt das Boot an Land. Er, Stella und Manuelo können mit dem Kreuz, das der Kathedrale von Manila gehört, flüchten. Manuelo fordert, das Kreuz zurückzugeben und wird dabei von Stella unterstützt. Gregory weigert sich und gerät mit Manuelo in Streit, bei dem er seinen Angestellten schlägt. Manuela ergreift das Kreuz und rennt davon. Gregory entschuldigt sich bei Stella für seinen Ausbruch, die befürchtet, dass Gregory für Geld über Leichen gehen werde.
In der Dunkelheit ist Manuelo auf dem Weg zur Kathedrale. Gregory und Stella können ihn dort jedoch nicht finden, sehen aber Ortega, der die Kathedrale betritt. Gregory folgt ihm und stellt ihn in den Katakomben. Ortega erklärt, dass er Andy um Hilfe gebeten habe, das Kreuz, das sein Bruder vor den Japanern retten wollte, zu bergen. Andy wurde jedoch von Benedict ermordet. Gregory bedroht Ortega, der ihm das Kreuz aushändigt. Ortegas Bitte, das Kreuz der Kathedrale zurückzugeben und Stellas Befürchtungen lassen Gregory zunächst kalt und er verlässt die Katakomben. Draußen erwarten ihn Benedict und Fortuno, die auf ihn schießen. Ortega kann Gregory in einen Korridor bringen, der zur Straße führt, wird aber angeschossen. Die von Stella alarmierte Polizei erscheint, ebenso Manuelo. Benedict und Fortuno werden verhaftet, Ortega stirbt an seiner Verletzung, nachdem er nochmals Gregory bittet, das Kreuz zurückzugeben. Der übergibt das Kreuz Manuelo, der es wieder auf den Altar stellt. Stella kommt zu Gregory zurück.

## Produktion

### Hintergrund
Gedreht wurde der Film vom 22. Oktober bis Mitte Dezember 1951 in Calabasas, im Hafen von San Pedro, im Hafen Los Angeles, im Hafen von Newport Beach, auf Balboa Island sowie in den Warner-Studios in Burbank. Als Kathedrale von Manila diente die ehemalige Mission Aan Fernando Rey im San Fernando Valley.
Laut Angaben des Studios verlor Raymond Burr für seine Rolle 120 Pfund an Gewicht. Während der Dreharbeiten musste Ruth Roman wegen einer Armverletzung ins Krankenhaus.  Auch Errol Flynn wurde verletzt. Bei der Feuerszene versengte er sich die Augenbrauen und erlitt Verbrennungen im Gesicht.

### Stab
Lyle B. Reifsnider war für das Szenenbild zuständig, Milo Anderson für die Kostüme. Hans F. Koenekamp schuf die Spezialeffekte.

### Besetzung
In kleinen nicht im Abspann erwähnten Nebenrollen traten Nestor Paiva und Otto Reichow auf. Ebenfalls unerwähnt blieb Howard Chuman als Fortuno.

## Veröffentlichung
Die Premiere des Films fand am 23. April 1952 statt. In der Bundesrepublik Deutschland kam er am 24. Juni 1952 in die Kinos, in Österreich im Oktober 1952.

## Synchronisation
Im Auftrag von Studio Hamburg Synchron sprach Lutz Mackensy für Paul Picerni.

## Kritiken
Der Filmkritiken-Aggregator Rotten Tomatoes hat in einer Auswertung ein Publikumsergebnis von 7 Prozent positiver Bewertungen ermittelt.
Das Lexikon des internationalen Films schrieb: „Routiniertes Star-Abenteuer mit Anklängen an "Die Spur des Falken".“
Der Kritiker des TV Guide sah einen unbedeutenderen Beitrag für das Abenteuergenre, der aber immerhin viel Action liefere.